# Myiopagis olallai
Myiopagis olallai là một loài chim trong họ Tyrannidae.